# 섬말나리
섬말나리 (Lilium hansonii)는 외떡잎식물 백합목 백합과에 속하는 여러해살이풀이다.
울릉도의 섬말나리가 맛의 방주에 등재되어 있다.

## 특징
섬말나리의 비늘줄기는 달걀 모양으로 약간 붉은색을 띠며 마디가 없다. 높이는 50에서 100cm이며 잎은 윤이 나며 길이는 10에서 15cm이다. 줄기 아랫 부분의 길이는 10에서 18cm이고 잎은 6개에서 10개씩 층층이 나며 돌려나는 잎들은 긴 타원형으로 어긋나는 잎들 위로 올라갈 수록 점점 작아져 윗부분의 포와 연결된다. 비늘줄기는 식용이 가능하다. 꽃은 6~7월에 원줄기 끝과 가지 끝에 한개씩 달리며 2개에서 3개는 아래를 향해 핀다. 꽃 색상은 주황색이며 바소꼴이며 뒤로 둥글게 말린다. 꽆잎은 6개이며 길이가 3~4cm이다. 씨방은 암술대보다 짧고 지름이 25~35mm으로 둥근 삭과가 달린다.

## 생태
섬말나리는 울릉도 산야에서 자라는 여러해살이 식물이며 관상가치가 높다. 건조하지 않게 배수성이 좋은 사질양토에 부엽과 같은 양분을 섞어 비옥하게 만들면 잘 자란다. 대한민국에서 나는 섬말나리를 외국에서 가져가서 품종으로 개발하여 역수출을 하고 있어 다양한 종류의 품종이 개발되었다.

## 분포지역
섬말나리는 울릉도 및 한국 동북부 지역, 만주·연해주 지역, 일본에서 자란다.

## 유사종
섬말나리와 비슷하지만 꽃잎 열편에 검은 점이 없는 새섬말나리가 있으며 울릉도 동쪽 사면에서 자라며 일본에도 분포한다.

## 같이 보기
- 백합
- 백합속